# Orkan Xynthia
Der Orkan Xynthia war ein sehr kräftiges außertropisches Tiefdruckgebiet, das vom 26. Februar bis 1. März 2010 über die Kanarischen Inseln, die Iberische Halbinsel, Frankreich und Teile Mitteleuropas hinweg zog.
Bei dem Orkan starben über 60 Menschen, die meisten davon in den westlichen Départements Frankreichs.

## Meteorologischer Abriss
Das Tief Xynthia entstand abnormal weit im Süden, westlich von Portugal bei 30 Grad Nord, und zog auf einer seltenen Bahn über die Biscaya und den Ärmelkanal bis Südschweden.
Im Laufe des 26. Februar begann die Zyklogenese des Tiefdruckkerns, der sich am Morgen des 27. Februar bis zur portugiesischen Küste verlagert hatte. Dort war der Luftdruck in seinem Zentrum schon weniger als 980 hPa. Während das Tief Richtung Nordosten zog, intensivierte es sich weiter. Über der Biskaya war der Kerndruck unter 970 hPa. So gelangten Spanien und Portugal in den Einflussbereich von Winden in Orkanstärke. Am 26. Februar 2010 wurden über La Palma über 200 km/h Windgeschwindigkeit gemessen.
Im Verlaufe des 27. und besonders 28. Februar gewann der Sturm schnell an Kraft. Die Zunahme der Windgeschwindigkeit in Deutschland von Wind- zu Orkanstärke innerhalb von weniger als sechs Stunden ist ungewöhnlich. Die höchsten Windgeschwindigkeiten des Orkans wurden in den Pyrenäen gemessen, 238 km/h am Pic du Midi de Bigorre und 228 km/h am 27. um 21:00 Uhr in Orduña im Baskenland.
In der Nacht zum 28. Februar erreichte Xynthia die französische Atlantikküste, mit Schwerpunkt an der Nordbiscaya. Es zog dann über Zentralfrankreich in Richtung der Beneluxstaaten, mit gemessenen Böen bis 160 km/h in Saint Clément des Baleines (île de Ré), 209 km/h im Département Puy-de-Dôme, 155 km/h an der Eiffelturm-Spitze, 172 km/h am Markstein in den Vogesen, am Weinbiet im Pfälzerwald 166 km/h (28. 17:00), im Saarland und im Rhein-Main-Gebiet erreichten die Sturmspitzen weit verbreitet 130 km/h, 180 km/h maß die Wetterstation am Brocken.

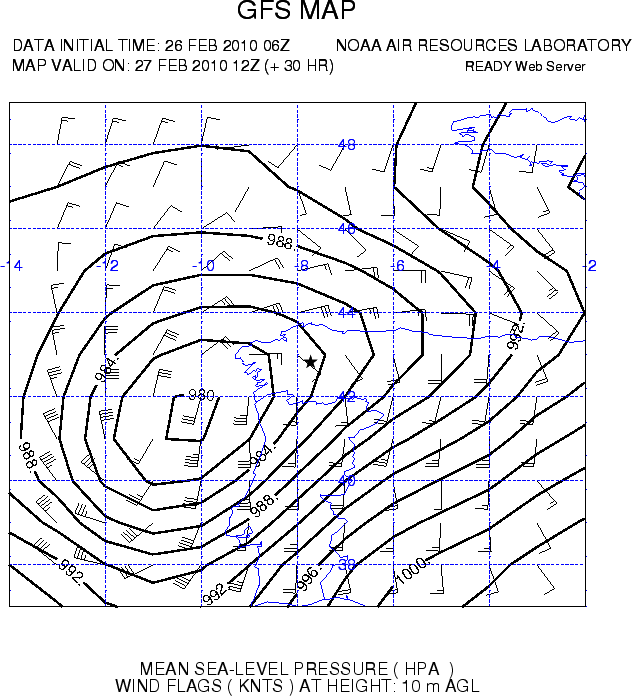
Isobaren bodennah und Windstärke, 27. 12:00 UTC (+30h, GFS)
Warnstufen Iberische Halbinsel 27. (Meteoalarm)
Warnstufen  Frankreich 27. 16:00/19:30 MEZ (Météo-France)

### Jährlichkeit
Nach Angaben des französischen Zivilschutzes war Orkan Xynthia für Frankreich der folgenschwerste Sturm seit Orkan Lothar im Dezember 1999, dem schwersten Sturm Europas des 20. Jahrhunderts. Für Deutschland blieben seine Folgen wohl unter Kyrill 2007 und war auch insgesamt auf ein kleineres Gebiet beschränkt.

## Auswirkungen
Die am stärksten von Xynthia betroffenen Gebiete waren der Norden Portugals, Galicien und das Baskenland, die französische Atlantikküste und die Mitte Frankreichs sowie weite Teile Deutschlands.
Die meisten Personenschäden verursachte der Sturm im Westen Frankreichs, mit Schwerpunkt im Département Vendée an der Atlantikküste. Hier ertranken in den Gemeinden La Faute-sur-Mer, L’Aiguillon-sur-Mer und La Tranche-sur-Mer 29 Menschen. Die anderen Toten wurden zumeist Opfer von Verkehrsunfällen durch Sturmeinwirkung (z. B. durch umstürzende Bäume).
Aus Frankreich insgesamt wurden insgesamt 53 Todesopfer gemeldet,
7 aus Deutschland,
3 aus Spanien,
1 aus Portugal,
1 aus Belgien.
Die Schäden wurden mit 4,5 Milliarden Euro beziffert; etwa 2,3 Milliarden Euro davon waren versichert.
Am 28. Februar 2010 waren etwa eine Million Haushalte in Frankreich ohne Strom. An der französischen Atlantikküste erreichten die Wellen eine Höhe bis zu acht Metern. Zahlreiche Deiche brachen, wodurch in den Departements Vendée und Charente-Maritime mehrere Ortschaften überflutet wurden. Gegen Mittag traf Xynthia dann auf Deutschland, wo er Richtung Nordost zog. In Frankfurt am Main wurden vorsorglich der Haupt- und der Flughafen Fernbahnhof gesperrt. Weil Baustellenteile des Fernbahnhofes auf die Autobahn zu stürzen drohten, wurde die Bundesautobahn 3 am Frankfurter Flughafen gesperrt.

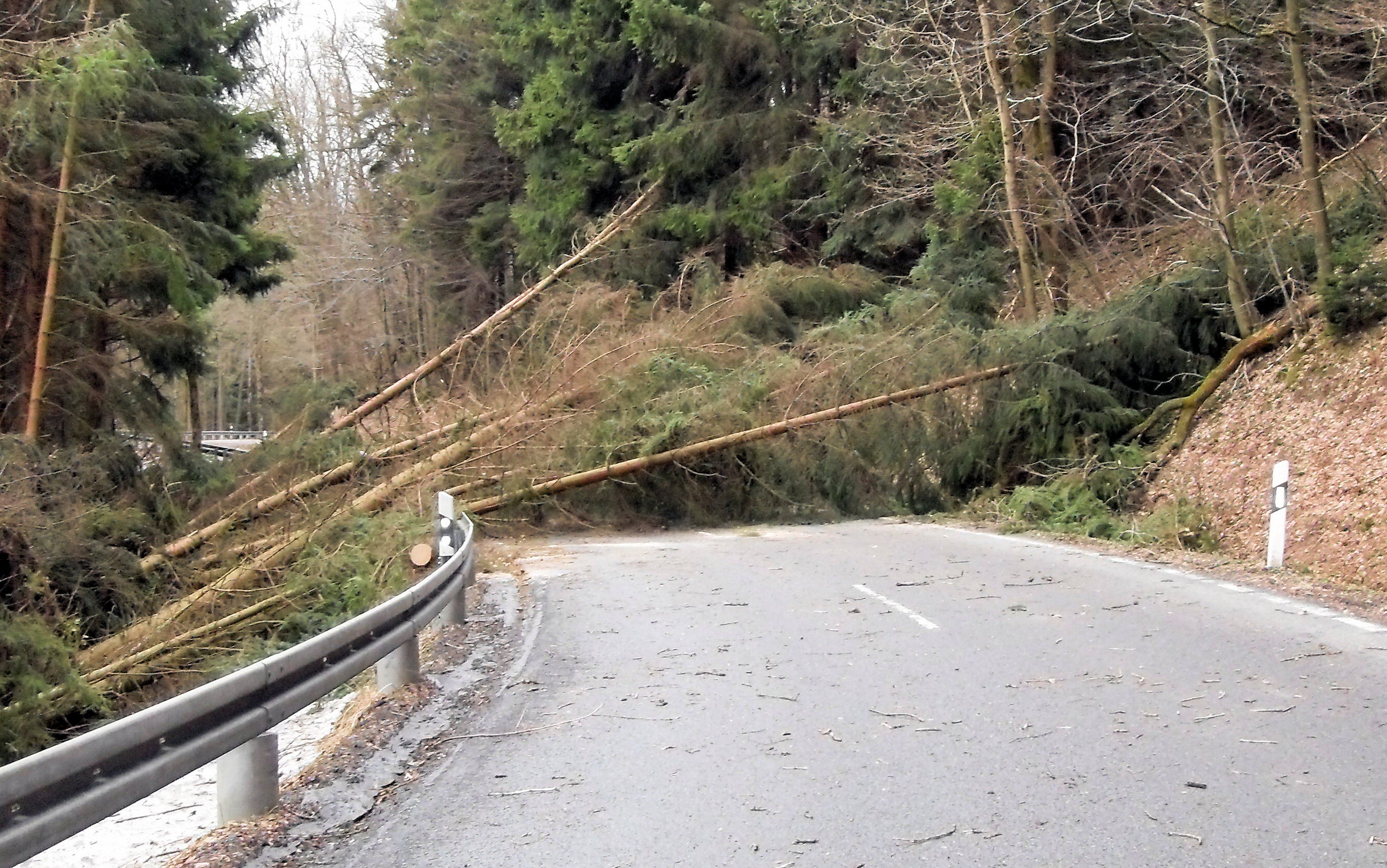
Sturmschäden des Orkans Xynthia auf der B 256 bei Spurkenbach

Der Sturm riss auch Strom- und Telegrafenleitungen herunter und beschädigte Oberleitungen von Straßenbahnen und Eisenbahnen. Im Saarland, in Nordrhein-Westfalen und in Rheinland-Pfalz kam der Eisenbahnverkehr praktisch zum Stillstand. Auf der Bahnstrecke Frankfurt–Göttingen kollidierte ein Intercity-Express mit einem Baum. Umgestürzte Bäume blockierten Straßen und erschlugen Menschen.
In Rheinland-Pfalz brachte der Orkan „Xynthia“ rund 2,1 Millionen Festmeter Holz zu Boden, vor allem im Nordteil des Landes, in der Eifel, im Hunsrück (ca. 600.000 fm), im Westerwald (ca. 460.000 fm) und im Raum Trier (ca. 390.000 fm). Die Pfalz blieb weitgehend verschont (ca. 60.000 fm).
Ca. 95 Prozent des Sturmholzes war Nadelholz (Fichten-, Douglasien-, Kiefer- oder Lärchenholz); über 70 Prozent davon in Gemeindewald, 20 Prozent in Staatswald und 10 Prozent in Privatwald. 95 Prozent des Sturmholzes waren zum Verkauf verwertbar; etwa fünf Prozent (ca. 100.000 fm) blieb als Totholz im Wald. Die außerplanmäßigen Holzmengen wurden im Wesentlichen im laufenden Jahr vom Markt aufgenommen.
In Hessen gab es rund 1,2 Millionen Festmeter Sturmholz.

## Medien
- Xynthia, Chronik einer angekündigten Katastrophe. ARTE Sondersendung (Themenabend), Erstausstr. 9. März 2010 (Programm, Dossier)